# Kingdom Come (álbum de Jay-Z)
Kingdom Come es el noveno álbum de estudio del rapero y Compositor Americano Jay-Z, lanzado al mercado el 21 de noviembre de 2006 por los sellos Roc-A-Fella Records y Def Jam Recordings y considerado como el regreso del rapero estadounidense, tras el lanzamiento en 2003 de The Black Album, con el que anunció su despedida. La producción corrió a cargo de múltiples productores, incluidos Just Blaze, DJ Khalil, Dr. Dre, The Neptunes, Swizz Beatz y Kanye West, entre otros. El álbum también incluye apariciones especiales de John Legend, Beyoncé, Usher y Ne-Yo, entre otros.
Kingdom Come contó con el apoyo de cuatro sencillos, Show Me What You Got, Lost One, 30 Something y Hollywood. El álbum recibió críticas generalmente mixtas por parte de los críticos musicales, pero resultó un éxito comercial. Debutó en el número uno de la lista Billboard 200 en Estados Unidos, vendiendo 680.000 copias en su primera semana. En la 50.ª edición anual de los premios Grammy, Jay-Z obtuvo una nominación al Mejor Álbum de Rap .

## Lista de canciones
| #  | Título                 | Escritor                                                                    | Productor(es)              | Artista invitado  | Duración |
| -- | ---------------------- | --------------------------------------------------------------------------- | -------------------------- | ----------------- | -------- |
| 1  | "The Prelude"          | S. Carter, B. Hughes, M. James                                              | B-Money                    |                   | 2:44     |
| 2  | "Oh My God"            | S. Carter, J. Smith, G. Allman                                              | Just Blaze                 |                   | 4:18     |
| 3  | Kingdom Come"          | S. Carter, J. Smith                                                         | Just Blaze                 |                   | 4:24     |
| 4  | "Show Me What You Got" | S. Carter, J. Smith, J. Boxley, C. Ridenhour, E. Sadler, M. McEwan, J. Pate | Just Blaze                 |                   | 3:43     |
| 5  | "Lost One"             | S. Carter, A. Young, M. Batson, D. Parker, C. Payne                         | Dr. Dre                    | Chrisette Michele | 3:44     |
| 6  | "Do U Wanna Ride"      | S. Carter, J. Stephens, K. West                                             | Kanye West and Jon Brion   | John Legend       | 5:29     |
| 7  | "30 Something"         | S. Carter, A. Young, M. Batson, D. Parker                                   | Dr. Dre                    |                   | 4:13     |
| 8  | "I Made It"            | S. Carter, K. Abdul-Rahman, D. Winslow                                      | DJ Khalil and Sahir Kabani |                   | 3:28     |
| 9  | "Anything"             | S. Carter, P. Williams, U. Raymond                                          | The Neptunes               | Usher, Pharrell   | 4:22     |
| 10 | "Hollywood"            | S. Carter, S. Smith, R. Perry                                               | Scyience                   | Beyoncé           | 4:18     |
| 11 | "Trouble"              | S. Carter, A. Young, M. Batson, C. Pope, D. Parker                          | Dr. Dre and Mark Batson    |                   | 4:53     |
| 12 | "Dig a Hole"           | S. Carter, K. Dean, S. Garrett                                              | Swizz Beatz                | Sterling Simms    | 4:11     |
| 13 | "Minority Report"      | S. Carter, A. Young, M. Batson, D. Parker, S. Smith, D. Fumo, E. DeCurtis   | Dr. Dre and Sahir Kabani   | Ne-Yo             | 4:34     |
| 14 | "Beach Chair"          | S. Carter, C. Martin, R. Simpson, A. Young                                  | Chris Martin & Dr. Dre     | Chris Martin      | 5:09     |

### Pista adicional de iTunes/Napster
| #  | Título                   | Productor(es) | Artista invitado | Escritor | Duración |
| -- | ------------------------ | ------------- | ---------------- | -------- | -------- |
| 15 | "44 Fours" (Bonus track) |               |                  |          | 3:08     |